# Akkhach'i Lerrnants'k'
Akkhach'i Lerrnants'k' (armeniska: Akkhach’i Lerrnants’k’) är ett bergspass i Armenien.   Det ligger i provinsen Vajots Dzor, i den sydöstra delen av landet, 100 kilometer sydost om huvudstaden Jerevan. Akkhach'i Lerrnants'k' ligger 1 999 meter över havet.
Terrängen runt Akkhach'i Lerrnants'k' är kuperad åt nordväst, men åt sydost är den bergig. Terrängen runt Akkhach'i Lerrnants'k' sluttar norrut. Runt Akkhach'i Lerrnants'k' är det ganska glesbefolkat, med 28 invånare per kvadratkilometer.. Närmaste större samhälle är Vayk', 9,8 kilometer norr om Akkhach'i Lerrnants'k'. Passet går mellan topparna Arevaber och Hovazasar.
Trakten runt Akkhach'i Lerrnants'k' består i huvudsak av gräsmarker.